# مرسوم الشمال الغربي

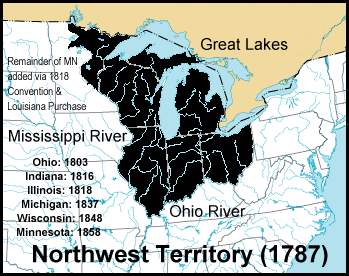
المقاطعة الشمالية الغربية (1787)

مرسوم الشمال الغربي (واسمه رسميًا المرسوم لحكومة إقليم الولايات المتحدة، شمال غرب نهر أوهايو، والمعروف أيضًا باسم مرسوم عام 1787) والذي تم سنه في 13 يوليو 1787، هو مرسوم أقره كونجرس الاتحاد في الولايات المتحدة، وتم بموجبه إنشاء الإقليم الشمالي الغربي، أول إقليم منظم في الولايات المتحدة، وشمل الأراضي وراء جبال الأبالاش بين أمريكا الشمالية البريطانية والبحيرات العظمى إلى الشمال ونهر أوهايو إلى الجنوب. شكل نهر المسيسيبي الحدود الغربية للإقليم.
أعطت بريطانيا العظمى هذه المنطقة للولايات المتحدة في معاهدة باريس (1783)، والتي أنهت رسميا حرب الاستقلال الأمريكية. ولكن مؤتمر الكونفدرالية واجه العديد من المشاكل في السيطرة على الأرض، مثل حركة المستوطنين الأميركيين غير المرخصة إلى وادي أوهايو، والمواجهات العنيفة مع الشعوب الأصلية في المنطقة، والوجود المستمر للجيش البريطاني الذي واصل احتلال الحصون في المنطقة، وفراغ خزانة الولاية المتحدة. ألغى هذا المرسوم قانون الأراضي لعام 1784 (الذي أعلن أنه سيتم تشكيل ولايات في المستقبل داخل المنطقة) ومرسوم الأراضي لعام 1785 (الذي وصف إجراءات بيع الأرض للمواطنين). تم وضعه ليكون بمثابة مخطط لاستيطان وتطوير المنطقة. افتقر مرسوم عام 1787 إلى حكومة مركزية قوية لتنفذ ما جاء فيه، حيث تأسست الحكومة الفدرالية بعده بسنتين. أعاد الكونغرس الأول للولايات المتحدة تأكيد مرسوم عام 1787 وجدده مع تعديلات طفيفة، فنتج عنه مرسوم الشمال الغربي لعام 1789.
اعتبر القرار أحد أهم القوانين التشريعية لمؤتمر الكونفدرالية، فقد أنشأ سابقة بأن تتوسع الحكومة الفيدرالية غربًا بقبول ولايات جديدة، بدلاً من توسيع حدود الولايات الموجودة. كما شكل سابقة تشريعية فيما يتعلق بأراضي الملكية العامة الأمريكية. أقرت المحكمة العليا بسلطة هذا المرسوم داخل الإقليم الشمالي الغربي باعتباره دستوريًا في قضية سترادر ضد غراهام،  ولكنها لم تمدد سلطة المرسوم على ولايات الإقليم متى دخلت في الاتحاد.
تم حظر العبودية في الإقليم، فأصبح نهر أوهايو حدا جغرافيا بين ولايات الرقيق والولايات الحرة، فكان امتدادا لخط ماسون ديكسون. كما مهد الطريق للصراعات السياسية اللاحقة حول العبودية على المستوى الفيدرالي حتى الحرب الأهلية.

## السياق والتاريخ
استحوذت بريطانيا العظمى على الأراضي من فرنسا بعد انتصارها في حرب السنوات السبع وعقد معاهدة باريس (1763). استولت بريطانيا العظمى على أرض أوهايو، لكنها أغلقت الإقليم بعد بضعة أشهر أمام المستوطنين الأوروبيين الجدد بموجب الإعلان الملكي لعام 1763. حاول التاج البريطاني تقييد مستعمراته عشر بين جبال أبالاتشي والمحيط الأطلسي، ما أثار التوترات مع المستوطنين الذين رغبوا بالتقدم غربًا. استولت الولايات المتحدة على الإقليم بعد استقلالها، وكذلك المناطق الواقعة جنوب إقليم أوهايو. طالبت عدة ولايات بضم أجزاء من أراضي الإقليم الجديد. كان البريطانيون نشطين في بعض المناطق الحدودية حتى بعد شراء لويزيانا وحرب 1812.
في عام 1784، اقترح توماس جيفرسون، والذي كان مندوب ولاية فرجينيا، أن تتخلى الولايات عن مطالبها بالأراضي الواقعة غرب جبال الآبالاش، ويتم بدلا من ذلك تقسيم المنطقة إلى ولايات جديدة، واستمد هذا المقترح من مقترحات ومناقشات سابقة حول مواد الاتحاد. اقترح جيفرسون إنشاء عشر ولايات مستطيلة في الإقليم، كما اقترح بنفسه أسماء للولايات الجديدة. قام كونغرس الكونفدرالية بتعديل الاقتراح، وأقره ليكون مرسوم الأراضي لعام 1784.
انتقد جورج واشنطن وجيمس مونرو هذا المرسوم في مناسبتين مختلفتين. أقنع مونرو الكونجرس بإعادة النظر في حدود الولايات المقترحة؛ وأوصى لجنة المراجعة بإلغاء هذا الجزء من المرسوم. شكك سياسيون آخرون في خطة المرسوم لتنظيم حكومات الولايات الجديدة، وكانوا قلقين من أن صغر حجم الولايات الجديدة سيقلل من سلطة الولايات الأصلية في الكونغرس.
صدر مرسوم الشمال الغربي في نيويورك في عام 1787، وطالب بتقسيم المنطقة إلى بلدات شبكية حتى يتم مسح الأراضي للأفراد وشركات مضاربة الأراضي. وكان الهدف منه توفير مصدر جديد للإيرادات لدى الحكومة الفيدرالية ونمطًا منظمًا للاستيطان مستقبلا.

## آثار القانون

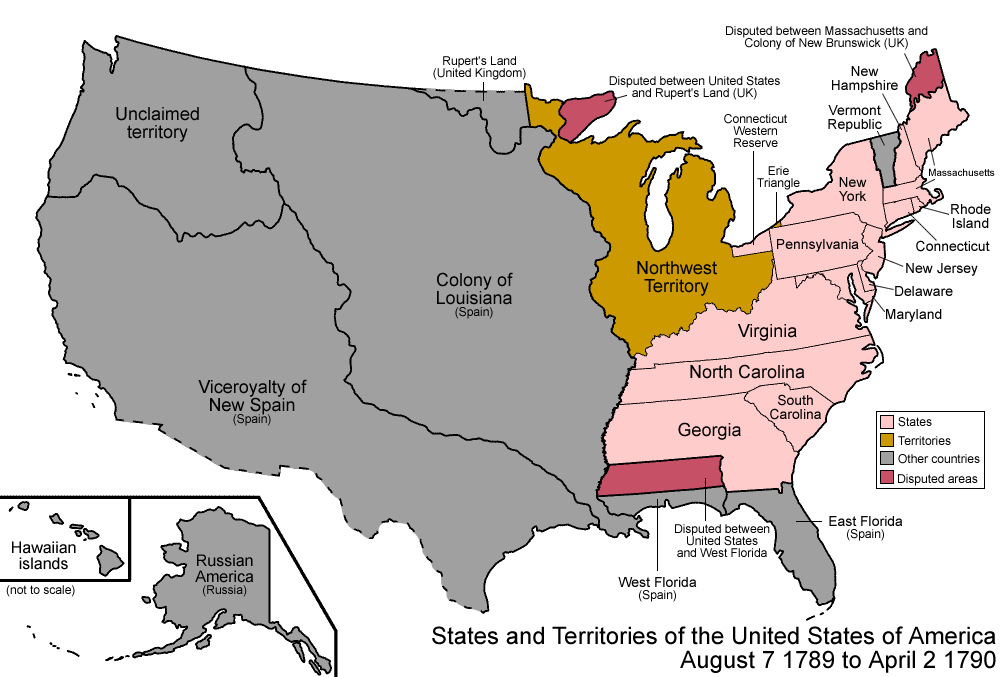
خريطة للولايات والأقاليم التابعة للولايات المتحدة كما كانت في 7 أغسطس 1789، عندما تم تنظيم الإقليم الشمالي الغربي

### الأساس القانوني الثابت لملكية الأرض
أنشأ مرسوم الشمال الغربي لعام 1787 مفهوم الرسوم البسيطة للملكية، حيث كانت ملكية الأرض دائمة ويملك صاحبها سلطة غير محدودة لبيعها أو التخلي عنها. وتم وصف القانون بأنه «أول ضمان لحرية التعاقد في الولايات المتحدة».

### إلغاء مطالبات الولايات
بموجب هذا المرسوم، تم التنازل عن جميع الأراضي غير المستوطنة إلى الحكومة الفيدرالية وأرسي فكرة الملك العام. تمت إدارتها مباشرة من قبل الكونغرس بقصد إدخالها في النهاية كولايات. كما قدم سابقة قانونية بجعل الأراضي تحت إدارة الحكومة المركزية، وإن كان ذلك مؤقتًا، وليس تحت الولايات الأصلية ذات السيادة الفردية كما تم التصديق عليه في مواد الاتحاد. حدد المرسوم الاستخدام المستقبلي لطرق الملاحة والنقل والاتصال في يد الحكومة الفدرالية، وجعلتها حرة دون قيود أو ضرائب.

### إدخال الولايات الجديدة
كان أهم غرض من هذا التشريع هو إنشاء ولايات جديدة من المنطقة، ونص على أنه سيتم إنشاء ثلاث ولايات على الأقل ولكن لا تزيد عن خمس ولايات في الإقليم، ولم إدخال الولاية بمجرد أن يصل عدد سكانها إلى 60,000 نسمة، وسيتم تمثيلها في الكونغرس القاري على قدم المساواة مع الولايات الثلاث عشرة الأصلية. أول ولاية تم إنشاؤها من الإقليم كانت ولاية أوهايو في عام 1803، وفي ذلك الوقت تم تغيير اسم باقي الإقليم إلى إقليم إنديانا. الولايات الأربع الأخرى هي إنديانا وإلينوي وميشيغان وويسكونسن. كما شمل الإقليم ثلث مساحة ما أصبح لاحقا ولاية مينيسوتا.

### التعليم
دعا المرسوم إلى إنشاء جامعة عامة كجزء من تسهيل عملية الاستيطان. في عام 1797، سافر المستوطنون من مارييتا عبر نهر هوكينج لاختيار موقع للمدرسة، حيث اختاروا بلدة أثينس بسبب موقعها بين مدينتي تشيليكوث وماريتا. تم تأسيس المدرسة في عام 1802 باسم الجامعة الأمريكية الغربية، ولكنها لم تفتح مطلقًا. بدلاً من ذلك، تأسست جامعة أوهايو رسميًا في 18 فبراير 1804، عندما تمت الموافقة عليها من قبل الجمعية العامة في أوهايو. جاء تأسيسها بعد 11 شهرًا من دخول ولاية أوهايو في الاتحاد. التحق بها أول ثلاثة طلاب في عام 1809. تخرج منها طالبان بدرجة البكالوريوس في عام 1815.

### إنشاء الحكومة الإقليمية
كان عدد سكان المنطقة من الرجال الأحرار كان أقل من 5,000 رجل، ولكن كان هناك شكل محدود من الحكم: حيث شملت الحكومة المحلية حاكما وأمين وثلاثة قضاة، وكلهم يتم تعيينهم الكونغرس. يتم نعيين الحاكم لفترة مدتها ثلاث سنوات ويُمنح أرضا بمساحة ألف فدان، توكل إليه قيادة المليشيا، ويقوم بتعيين القضاة والمسؤولين المدنيين الآخرين، ويساعد في وضع القوانين التي يراها مناسبة للإقليم. أما الأمين يتم تعيينه لمدة أربع سنوات ويكون مسؤولاً عن حفظ القوانين التي أقرتها الهيئات التشريعية الإقليمية، مع الاحتفاظ بالسجلات العامة للمقاطعة، وإرسال نسخ أصلية من هذه القوانين والإجراءات كل ستة أشهر إلى أمين المؤتمر القاري. أما القضاة الثلاثة فيتم تعيينهم إلى أجل غير مسمى، وهم مسئولون عن حفظ القوانين وإصدار الأحكام الرسمية.
ما إن يصل عدد الرجال الأحرار إلى 5,000 فرد، فينالون حق انتخاب ممثلين من مقاطعاتهم أو بلداتهم إلى جمعية عامة إقليمية، حيث يكون هناك ممثل واحد لكل 500 ذكر حر. يتحكم الكونغرس بعد ذلك في عدد ونسبة ممثلي هذه الهيئة التشريعية. لا يحق لأي فرد أن يصبح ممثلا إلا إذا كان مواطناً أمريكيا منذ ثلاث سنوات على الأقل أو عاش في المقاطعة لمدة ثلاث سنوات ويملك ما لا يقل عن 200 فدان من الأراضي داخل نفس المقاطعة. يظل هؤلاء الممثلون في مناصبهم لمدة عامين، وفي حالة وفاة أحدهم أو عزله من منصبه، سيتم انتخاب ممثل جديد لقضاء الفترة المتبقية.

### حظر الرق
ذكر القسم السادس من المرسوم أن الاسترقاق أو الخدمة بالسخرة غير مسموح بهما في الإقليم ما لم يرتكب أي جريمة تجعله يفقد حقوقه، ولكنه ذكر أيضا أنه إذا فر شخص ما من العبودية في ولاية تسمح بذلك، فإنه يُعاد إليها.}}
لم تنجح جهود مؤيدي الرق في شرعنته في ولايتين جديدتين من الإقليم الشمالي الغربي، لكن قانون «الخدمة بالسخرة» سمح لبعض ملاك العبيد بإخضاع العبيد لهذا الوضع؛ فلا يمكن شراؤهم أو بيعهم. صوتت الولايات الجنوبية لصالح القانون لأنها لم ترد التنافس مع الإقليم على إنتاج التبغ، إذ كانت زراعته تتطلب عمالة كثيرة لدرجة أنها تحقق الربح فقط من خلال الرق، كما دخول ولايات حرة سيوازن القوة السياسية لولايات الرقيق.
التعديل الثالث عشر، الذي صدر في عام 1865 والذي يحظر العبودية في جميع أنحاء الولايات المتحدة، اقتبس حرفيا من المادة 6. 

### التأثيرات على الأمريكيين الأصليين
يذكر مرسوم الشمال الغربي في جزأين وضع الأميركيين الأصليين في هذه المنطقة.
يتعلق الأول بترسيم المقاطعات والبلدات خارج الأراضي التي اعتبرها الهنود مفقودة أو متخلى عنها. نص جزء من القسم الثامن على أن على الحاكم تقسيم الأراضي التي سقطت عنها الأملاك الهندية إلى مقاطعات وبلدات حسب ما تقتضيه الظروف، مع مراعاة التعديلات التي قد يجريها بعد ذلك المجلس التشريعي. وبينما يصف الثاني العلاقة مع الهنود، حيث نصت المادة الثالثة على مراعاة حسن النية تجاه الهنود؛ لا يجوز الاستيلاء على أراضيهم وممتلكاتهم دون موافقتهم، ولا يجوز غزوهم أو إزعاجهم إلا في حرب عادلة وقانونية يأذن بها الكونغرس؛ وأن تستخدم القوانين القائمة لحفظ السلام والصداقة معهم.
رفض العديد من الأمريكيين الأصليين في أوهايو الاعتراف بالمعاهدات الموقعة التي حازت فيها الولايات المتحدة على أرضهم بعد حرب الاستقلال، إذ لم يكونوا طرفا فيها. شكل السترة الزرقاء زعيم قبائل شاوني والسلحفاة الصغيرة زعيم قبيلة ميامي تحالفا لمنع مصادرة الأراضي من قبل البيض، فيما عرف باسم الحرب الهندية الشمالية الغربية. قتل تحالف الهندية أكثر من 800 جندي في معركتين، وكانت أسوأ الهزائم التي عانت منها الولايات المتحدة على يد الهنود، فكلف الرئيس واشنطن الجنرال أنطوني وأين لقيادة جيش جديد، وهزم التحالف في النهاية وبالتالي سمح للبيض بمواصلة استيطان المنطقة.

## قراءات أخرى
- Berkhofer Jr, Robert F. "The Northwest Ordinance and the Principle of Territorial Evolution." in The American Territorial System (Athens, Ohio, 1973) pp: 45-55.
- Duffey, Denis P. "The Northwest Ordinance as a Constitutional Document." Columbia Law Review (1995): 929-968. in JSTOR
- Horsman, Reginald. "The Northwest Ordinance and the Shaping of an Expanding Republic." Wisconsin Magazine of History (1989): 21-32. in JSTOR
- Hyman, Harold M. American Singularity: The 1787 Northwest Ordinance, the 1862 Homestead and Morrill Acts, and the 1944 GI Bill (University of Georgia Press, 2008)
- Onuf, Peter S. Statehood and union: A history of the Northwest Ordinance (Indiana University Press, 1987)
- Williams, Frederick D., ed. The Northwest Ordinance: Essays on Its Formulation, Provisions, and Legacy (Michigan State U. Press, 2012)

## وصلات خارجية
- Facsimile of 1789 Act نسخة محفوظة 25 يناير 2021 على موقع واي باك مشين.
- "Turning Points: How the Ordinance of 1787 was drafted, by one of its authors", Wisconsin Historical Society